# Rogal (Grande-Pologne)
Pour les articles homonymes, voir Rogal.
Rogal est une localité polonaise de la gmina de Koźminek, située dans le powiat de Kalisz en voïvodie de Grande-Pologne.